# Durgerdam
Durgerdam è una località dei Paesi Bassi situata nella provincia dell'Olanda Settentrionale. Fa parte della municipalità di Amsterdam ed è situata nello stadsdeel Amsterdam-Noord.
Situata a 7 km a est della città di Amsterdam, lungo una diga sull'IJsselmeer, la località conta 430 abitanti (2004).
Durgerdam è stata un comune autonomo dal 1º maggio 1817 al 1º gennaio 1818, quando fu assorbita dal comune di Ransdorp.